# Acrapex undulata
Acrapex undulata is een vlinder van de familie van de uilen (Noctuidae). De wetenschappelijke naam van deze soort is voor het eerst voorgesteld door Emilio Berio in een publicatie uit 1956.
De soort komt voor op Madagaskar.